# Caught Live + 5
Caught Live + 5 is het eerste livealbum van de Britse rockgroep The Moody Blues. Het album werd door platenlabel Decca uitgebracht in 1977, toen de band op het punt stond om na een pauze van drie jaar weer nieuw werk op te nemen. Decca hoopte interesse in de band op te wekken onder de fans. De band zelf was niet betrokken bij de uitgave en liet zich er later ook negatief over uit.

## Opname en productie
De muziek op het album werd opgenomen tijdens het live-concert van The Moody Blues in de Royal Albert Hall in Londen. Het album heet Caught Live + 5 omdat er vijf niet eerder uitgebrachte studio-opnames werden bijgevoegd om een dubbelelpee te creëren en om de cd-capaciteit optimaal te benutten. Deze vijf nummers werden later heruitgegeven op Prelude (1987).

## Musici
- Justin Hayward: zang en gitaren;
- John Lodge: zang en basgitaar;
- Mike Pinder; zang, toetsen en mellotron;
- Ray Thomas: zang, fluit en overige blaasinstrumenten;
- Graeme Edge: drums en percussie.

## Tracks
| Nr. | Titel | Schrijver(s)    | Duur |
| --- | --- | --------------- | ---- |
| 1.  | Gypsy (Of a Strange and Distant Time) (de subtitel 'Of a Strange and Distant Time' wordt niet vermeld op andere albums waar het nummer op voorkomt) | Justin Hayward  | 4:04 |
| 2.  | The Sunset | Mike Pinder     | 4:33 |
| 3.  | Dr. Livingstone, I Presume | Ray Thomas      | 3:23 |
| 4.  | Never Comes the Day | Hayward         | 5:40 |
| 5.  | Peak Hour | John Lodge      | 5:13 |
| 6.  | Tuesday Afternoon | Hayward         | 4:51 |
| 7.  | Are You Sitting Comfortably | Hayward, Thomas | 4:22 |
| 8.  | The Dream | Graeme Edge     | 0:58 |
| 9.  | Have You Heard, deel 1 | Pinder          | 1:22 |
| 10. | The Voyage | Pinder          | 3:37 |
| 11. | Have You Heard, deel 2 | Pinder          | 2:33 |
| 12. | Nights in White Satin | Hayward         | 5:56 |
| 13. | Legend of a Mind | Thomas          | 7:05 |
| 14. | Ride My See-Saw | Lodge           | 4:30 |

| Nr. | Titel                                                 | Schrijver(s) | Duur |
| --- | ----------------------------------------------------- | ------------ | ---- |
| 15. | Gimme a Little Somethin' (opgenomen op 17 maart 1968) | Lodge        | 3:13 |
| 16. | Please Think About It (opgenomen op 29 juni 1967)     | Pinder       | 3:44 |
| 17. | Long Summer Days (opgenomen op 29 mei 1967)           | Hayward      | 3:12 |
| 18. | King and Queen (opgenomen op 13 februari 1968)        | Hayward      | 3:55 |
| 19. | What Am I Doing Here? (opgenomen op 17 november 1968) | Hayward      | 3:34 |

- MusicBrainz release group: 11d51a0b-a142-3fd3-bcee-170a7414f152